# جام جم (منظومه)
جام جم، منظومه‌ای به زبان فارسی است که بر قالب مثنوی سروده شده‌است. شاعر این اثر، اوحدی مراغه‌ای، شاعر و عارف ایرانی است که به سال ۷۳۸ ه.ق مصادف با ۱۳۳۸ میلادی از دنیا رفته‌است. این اثر بین سال‌های ۷۳۲ تا ۷۳۳ ه.ق نگاشته شده‌است و شامل ۵۰۰۰ بیت می‌باشد. اوحدی این منظومه را در ۳ دور با موضوعات مختلف سروده‌است و در مواردی چون بررسی احوالات صوفیان در قرن هشتم، اوضاع مردمان در آن روزگاران و شیوه مواجهه با حاکمان، مورد توجه محققان قرار گرفته‌است. این منظومه امروزه بخشی از کلیات اشعار مراغه‌ای را شکل داده‌است.

## تاریخچه اثر
جام جم، منظومه‌ای به زبان فارسی است که بر قالب مثنوی سروده شده‌است. شاعر این اثر، اوحدی مراغه‌ای، شاعر و عارف ایرانی است که به سال ۷۳۸ ه.ق مصادف با ۱۳۳۸ میلادی از دنیا رفته‌است. اوحدی این مثنوی را به نام ابوسعید — از آخرین پادشاهان ایلخانی در ایران — سروده‌است. او در این مثنوی را به یاری وزیر ابوسعید، غیاث الدین محمد فرزند خواجه رشیدالدین فضل الله اشاره دارد. این منظومه در ۶۰ سالگی اوحدی سروده شده و مدل یک سال به طول انجامید. این منظومه بین سال‌های ۷۳۲ تا ۷۳۳ ه.ق سروده شده‌است. این مثنوی شامل پنج هزار بیت است که به پیروی از وزن و سبک حدیقه الحقیقه اثر سنایی سروده شده‌است. این منظومه در اندک زمانی با استقبال عمومی در روزگار شاعر مواجه شد و از جهت شیرینی و روانی در گفتار، بر حدیقه برتری دارد.

## محتوا
اوحدی در بخشی از این منظومه، آن را «فتوحی از عالم بالا»، «نامه اولیاء» و «پیامی از آسمان» می‌داند و از آن جهت که در آن به حقایق و دانستنی‌های مورد نیاز انسان برای نجات اشاره دارد، جام جم نامیده‌است. این منظومه با ستایش خدا و پیامبر اسلام آغاز می‌شود و مدح سلطان ابوسعید و وزیر او غیاث‌الدین را نیز شامل می‌شود. این مثنوی به سه دو تقسیم شده‌است؛ مبداء آفرینش، کیفیت معاش جمهور و شرح معاد خلایق و احوال آخرت. در دور اول این مثنوی، مطالبی اعم از مبدا آفرینش، ظهور موالید ثلاثه، صفت معدن، تکوین نباتات، اشجار، جانوران و انسان، حالتهای گوناگون زندگی فرد پس از تولد، تأثیر اجرام سماوی در عالم کون و فساد، آثار علوی، خواص نفس قدسی و دلیلهای حرکتها و علامتهای اجزاء بدن، و شرافت انسان از نظر صورت و معنی بر دیگر آفریده‌ها بیان شده‌است. در دور دوم کیفیت معاش مورد توجه قرار گرفته است در دو باب خلاصه شده‌است. اوحدی در بخش اول این دور به توصیه‌هایی اشاره دارد که مخاطب آنها، پادشاهان و سلاطین هستند. در باب دوم نیز به موضوعات سلوک عرفانی و آفت‌های آن اشاره شده‌است. اوحدی در این باب نخست به اهمیت ترک دنیا و جست‌و‌جو برای یافتن پیر و مرشدی راهنما می‌پردازد و صفات چنین مرشدی را برمی‌شمرد. در دور سوم مثنوی جام جم، احوالات آخرت مورد توجه شاعر قرار گرفته‌است. او در این دور، مباحثی چون سبب مرگ طبیعی، معاد و تجرد کلی و عروج روح و... را مطرح می‌کند. در پایان با مدح خواجه غیاث الدین محمد وزیر این منظومه به پایان می‌رسد.

## اهمیت و نسخ
این منظومه در خصوص بررسی اوضاع اجتماعی سده هشتم ه.ق و روحیات و اخلاقیات مردمان آن دوران، مورد توجه محققان قرار گرفته‌است. در بررسی‌های صوفیانه و تعاملات صوفیان آن دوران نیز این منظومه مورد توجه قرار گرفته‌است. این مجموعه نخستین بار به کوشش وحید دستگردی به سال ۱۳۰۷ ه.ش در مجله ارمغان منتشر شد، چندی بعد در مجموعه کلیات اوحدی مراغه‌ای، این منظومه قرار گرفت و به سال ۱۳۴۰ به کوشش سعید نفیسی به چاپ رسید.